# 1797

## Esdeveniments
Països Catalans
Resta del món
- 14 - 15 de gener - Rivoli (Província de Torí, Itàlia): l'exèrcit de Napoleó Bonaparte guanya la batalla de Rivoli contra els austríacs durant la Primera Coalició de les Guerres Napoleòniques. A la batalla hi ha 14.000 baixes austríaques i 5000 baixes franceses.
- 18 d'octubre - Campoformido (Itàlia): França i el Sacre Imperi Romanogermànic van firmar el Tractat de Campo Formio que posà fi a la guerra de la Primera Coalició. En aquesta França va obtenir territoris de la Península Itàlica i els Països Baixos Austríacs (Bèlgica).
- Tractat entre els EUA i Tunísia pel mutu reconeixement i les bones relacions.
- Terratrèmol a Quito.
- Campanya d'Itàlia dins les guerres de la Revolució Francesa.
- André-Jacques Garnerin fa el primer salt documentat amb paracaigudes.

## Naixements
Països Catalans
Resta del món
- 10 de gener, Hülshoff: Annette von Droste-Hülshoff, important poeta i compositora alemanya (m. 1848).[1]
- 31 de gener: Franz Schubert, compositor austríac
- 22 de març, Berlín (Alemanya): Guillem I de Prússia, Rei de Prússia (m. 1888)[2]
- 14 d'abril, Marsella, França: Adolphe Thiers, advocat, President de la República Francesa (1871-1873)
- 12 de juliol, Hamburg: Adele Schopenhauer, autora alemanya (m. 1849).[3]
- 9 d'octubre, Boudry: Philippe Suchard, mestre xocolater i empresari suís.
- 14 d'octubre, Viena: Ida Pfeiffer, viatgera austríaca i una de les primeres exploradores europees (m. 1858).[4][5]
- 30 d'octubre, Bayreuth: Enriqueta de Nassau-Weilburg, Princesa de Nassau-Weilburg.
- 14 de novembre, Kinnordy, Escòcia: Charles Lyell, científic i geòleg escocès
- 29 de novembre, Bèrgam: Gaetano Donizetti, compositor d'òpera.[6]
- Edo (Japó): Andō Hiroshige, dissenyador de xilografies japonès
- Londres, Regne Unit de la Gran Bretanya: Lucia Elizabeth Vestris, cantant anglesa

- Daniel Thomas Egerton, paisatgista britànic
- Ida Pfeiffer, viatgera austríaca i una de les primeres exploradores europees (m. 1858).[7]

## Necrològiques
Països Catalans
Resta del món
- 16 de març, Rovigo: Cristina Roccati, física i poeta italiana, tercera dona a llicenciar-se en una universitat italiana (n. 1732).[8]
- 28 de maig, Múnic (Alemanya): Anton Raaff, tenor alemany (n. 1714).[9]
- 16 de juny, Dijon: Sophie Rude, pintora francesa i model d'artista (m. 1867).[10]
- 10 de setembre, Londres: Mary Wollstonecraft, activista, filòsofa i escriptora, precursora de la filosofia feminista (n. 1759).[11]
- 19 de setembre, Viena: Johann Friedrich Daube, compositor, musicòleg i llaütista.